# Нова Кука
Нова Ку́ка (рос. Новая Кука) — село у складі Читинського району Забайкальського краю, Росія. Адміністративний центр Новокукинського сільського поселення.

## Населення
Населення — 1628 осіб (2010; 1732 у 2002).
Національний склад (станом на 2002 рік):
- росіяни — 94 %